# The Mummy
The Mummy (с англ. — «Мумия») — компьютерная игра по одноимённому фильму «Мумия» для платформ Windows и PlayStation, вышедшая 8 декабря 2000 года.

## Сюжет
Игра в точности повторяет сюжет фильма: отыскав Город Мёртвых, охотники за сокровищами случайно воскрешают из мёртвых проклятого египетского жреца Имхотепа, казнённого слугами фараона и забальзамированного заживо. Воскресив это чудовище, они обрекают весь мир на «Десять Египетских Проклятий». Остановить Имхотепа и не дать миру погибнуть — их основная цель.

## Игровой процесс
Игра представляет собой приключения с видом от третьего лица с элементами ужаса и головоломки. Действие игры происходит исключительно в египетской пирамиде. Основной задачей Рика О’Коннелла, за которого предстоит играть игроку, является поиск важных составляющих артефактов — будь то зеркала или части плитки, которые позволят открыть основную дверь и пройти дальше. Ему помогают Эвелин и Джонатан Карнахан, но они не участвуют в поиске артефактов, а лишь ждут Рика О’Коннелла, позднее к ним присоединяется Ардет Бей. Выполняя задания, Рик должен собирать ключи в виде ромба, всего их может быть 6-7 на локацию, чтобы получить доступ к сундуку с важным артефактом. «Ключи» выпадают из мумий, причём из последней мумии, которая должна быть убита на данном участке, но иногда «ключи» встречаются уже лежащими на земле или под ловушками.
В игре можно собирать различные предметы, например золотые маски, золотые сосуды и т. д., которые спрятаны в большие сосуды, углы или потайные места, а также находить чашки для пополнения жизней и знаки Анубиса для увеличения числа жизней.

## Оценки
| Сводный рейтинг | Сводный рейтинг |
| Агрегатор       | Оценка          |
| --------------- | --------------- |
| GameRankings    | 54,54 %         |